# Alfred E. Reames

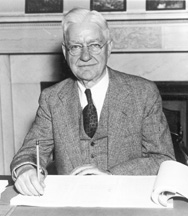
Alfred E. Reames

Alfred Evan Reames (* 5. Februar 1870 in Jacksonville, Jackson County, Oregon; † 4. März 1943 in Medford, Oregon) war ein US-amerikanischer Politiker (Demokratische Partei), der den Bundesstaat Oregon im US-Senat vertrat.
Alfred Reames besuchte zunächst die öffentlichen Schulen in seinem Heimatort Jacksonville. Seine weiterführende Ausbildung erhielt er zunächst an der University of the Pacific in Kalifornien und später an der University of Oregon in Eugene. 1891 heiratete er Edith L. Tongue, die Tochter des späteren republikanischen Kongressabgeordneten Thomas H. Tongue. Nachdem er 1893 sein juristisches Diplom an der Washington and Lee University in Virginia erhalten hatte, begann er als Anwalt in Eugene zu praktizieren. 1894 ließ er sich zunächst in Portland nieder; als im Jahr darauf seine Ehefrau verstarb, kehrte er nach Jacksonville zurück.
Von 1900 bis 1908 fungierte Reames als Bezirksstaatsanwalt mit Zuständigkeit für die Countys Josephine, Jackson, Klamath und Lake im Südwesten des Staates. Ab 1911 arbeitete er dann wieder in einer eigenen Kanzlei in Medford. Er wurde dort auch Mitbesitzer einer Bergbaugesellschaft.
Am 1. Februar 1938 wurde Alfred Reames durch Oregons Gouverneur Charles Martin zum US-Senator berufen. Er trat im Kongress die Nachfolge des zurückgetretenen Frederick Steiwer an. Reames verblieb bis zum 8. November 1938 in Washington, ehe er seinen Platz für den bei der Nachwahl siegreichen Alexander G. Barry wieder räumte. Selbst war er bei dieser Wahl nicht angetreten.
Nach seiner kurzen Amtszeit arbeitete Alfred Reames wieder als Anwalt. Er war zudem verantwortlich für den Bau eines Kraftwerkes in Jacksonville.